# Фальсифицируемость
Не следует путать с фальсификацией.
Фальсифици́руемость (принципиальная опровержимость утверждения, опроверга́емость, крите́рий По́ппера) — критерий научности эмпирической или иной теории, претендующей на научность. Сформулирован Карлом Поппером в 1935 году. Теория удовлетворяет критерию Поппера (является фальсифицируемой и, соответственно, научной в отношении теста этим критерием) в том случае, если существует возможность её экспериментального или иного опровержения.
Согласно этому критерию, высказывания или системы высказываний содержат информацию об эмпирическом мире только в том случае, если они обладают способностью прийти в столкновение с опытом, или более точно — если их можно систематически проверять, то есть подвергнуть проверкам, результатом чего может быть их опровержение.
Иначе говоря, согласно критерию Поппера, — научная теория не может быть принципиально неопровержимой. Тем самым, согласно этой доктрине, решается проблема так называемой «демаркации», то есть отделения научного знания от ненаучного.
Принцип фальсифицируемости противоположен принципу верифицируемости: при верификации гипотезы исследователь ищет подтверждающие её примеры, при фальсифицируемости — примеры, опровергающие её.

## Сущность критерия
Даже очень большое число подтверждающих фактов в отношении того или иного утверждения, полученного путём индуктивного обобщения, делает его лишь весьма вероятным, но не безусловно достоверным. При этом достаточно одного, но вполне бесспорного, опровергающего факта для того, чтобы это индуктивное обобщение было отброшено как негодное. Неодинаковые «силу» и роль в деле проверки осмысленности и истинности научных теорий, которые свойственны подтверждающим и опровергающим факторам, Поппер назвал «познавательной асимметричностью».
На основании этой «асимметричности» провозглашена замена «принципа верификации» (то есть положительно осуществляемой проверки, иначе говоря, подтверждения), провозглашаемого логическими эмпиристами, принципом «фальсификации» (то есть столь же реально осуществляемого опровержения). Он означает, что проверка научной осмысленности, а затем и истинности научных теорий должна осуществляться не через поиск фактов, их подтверждающих, а преимущественно (или даже исключительно) через поиск фактов, их опровергающих.
Критерий Поппера требует, чтобы теория или гипотеза не была принципиально неопровержимой. Согласно Попперу, теория не может считаться научной только на том основании, что существует один, несколько или неограниченно много экспериментов, дающих её подтверждение. Так как практически любая теория, сформированная на основании хоть каких-то экспериментальных данных, допускает постановку большого количества подтверждающих экспериментов, наличие подтверждений не может считаться признаком научности теории.
По Попперу, теории различаются по отношению к возможности постановки эксперимента, способного, гипотетически, дать результат, который опровергнет данную теорию. Теория, для которой существует такая возможность, называется фальсифицируемой. Теория, для которой не существует такой возможности, то есть в рамках которой может быть объяснён любой результат любого мыслимого эксперимента (в той области, которую описывает теория), называется нефальсифицируемой.
Критерий Поппера является лишь критерием отнесения теории к разряду научных, но не является критерием её истинности или возможности её успешного применения. Соотношение фальсифицируемости теории и её истинности может быть различным. Если эксперимент, ставящий под сомнение фальсифицируемую теорию, при постановке действительно даёт результат, противоречащий этой теории, то теория становится фальсифицированной, то есть ложной, но от этого не перестанет быть фальсифицируемой, то есть научной.

В то время меня интересовал не вопрос о том, «когда теория истинна?», и не вопрос, «когда теория приемлема?». Я поставил перед собой другую проблему. Я хотел провести различие между наукой и псевдонаукой, прекрасно зная, что наука часто ошибается, и что псевдонаука может случайно натолкнуться на истину.
— Popper K.R. Conjectures and Refutations. The Growth of Scientific Knowledge. London and Henley. Routledge and Kegan Paul, 1972. Перевод с сокращениями 1, 3 и  10-й главы А.Л. Никифорова, см. .
Обычно критерием называют необходимое и достаточное условие. В связи с этим критерий Поппера, хотя и именуется критерием, представляет собой только необходимый (но не достаточный ) признак научной теории.
Научное познание и философия науки опираются на две фундаментальные идеи: идею о том, что наука способна дать и даёт нам истину, и идею о том, что наука избавляет нас от заблуждений и предрассудков. Поппер отбросил первую из этих идей и положил в основу своей методологии вторую.
Поппер пытался провести жёсткую линию демаркации между наукой и метафизикой на основе принципов фальсификационизма в 1930—1950-х годах, однако в дальнейшем смягчил свою позицию, признав, что предложенное им ранее различение между наукой и метафизикой было нереалистичным и формальным. Он выразил это в следующих словах: «…Ошибочно проводить демаркационную
границу между наукой и метафизикой так, чтобы исключить метафизику как бессмысленную из осмысленного языка».

## Иллюстрации применения
Обосновывая именно такой критерий научности, Поппер приводил в качестве примера различие между такими теориями, как психоанализ Фрейда и Адлера, общая теория относительности Эйнштейна, исторический материализм Маркса. Он обратил внимание на то, что названные теории весьма различаются в отношении возможности их экспериментальной проверки и опровержения. Теории психоанализа подобной проверке подвергнуть невозможно в принципе. Как бы ни вёл себя человек, его поведение можно объяснить с позиции психоаналитических теорий, так как нет такого поведения, которое опровергло бы эти теории. Поппер пишет:

Я могу проиллюстрировать это на двух существенно различных примерах человеческого поведения: поведения человека, толкающего ребёнка в воду с намерением утопить его, и поведения человека, жертвующего жизнью в попытке спасти этого ребёнка. Каждый из этих случаев легко объясним и в терминах Фрейда, и в терминах Адлера… …я не смог бы придумать никакой формы человеческого поведения, которую нельзя было бы объяснить на основе каждой из этих теорий. И как раз этот факт — что они со всем справлялись и всегда находили подтверждение — в глазах их приверженцев являлся наиболее сильным аргументом в пользу этих теорий. Однако у меня зародилось подозрение относительно того, а не является ли это выражением не силы, а, наоборот, слабости этих теорий?
— Popper K.R. Conjectures and Refutations. The Growth of Scientific Knowledge. London and Henley. Routledge and Kegan Paul, 1972. Перевод с сокращениями 1, 3 и 10-й главы А.Л. Никифорова, см. .
В отличие от психоанализа, общая теория относительности (ОТО) допускает возможность проверки. Так, согласно ОТО, тела большой массы (например, звёзды) своим притяжением искривляют ход световых лучей. В результате свет далёкой звезды, видимой вблизи Солнца, изменяет направление, и звезда кажется смещённой с места, на котором она находится, когда наблюдается вдали от солнечного диска. Этот эффект можно наблюдать во время полного солнечного затмения, когда свет Солнца не мешает видеть звёзды вблизи него. Если бы в результате проверки оказалось, что эффект не наблюдается, его отсутствие стало бы доказательством несостоятельности ОТО, то есть такой эксперимент, теоретически, мог бы фальсифицировать ОТО. Проверку этого предсказания произвёл Эддингтон во время затмения 29 мая 1919 года, получив в итоге ранее предсказанный эффект.

В рассматриваемом примере производит впечатление тот риск, с которым связано подобное предсказание. Если наблюдение показывает, что предсказанный эффект определённо отсутствует, то теория просто-напросто отвергается. Данная теория несовместима с определёнными возможными результатами наблюдения — с теми результатами, которых до Эйнштейна ожидал бы каждый. Такая ситуация совершенно отлична от описанной мною ранее, когда соответствующие [психологические] теории оказывались совместимыми с любым человеческим поведением, и было практически невозможно описать какую-либо форму человеческого поведения, которая не была бы подтверждением этих теорий.
— Popper K.R. Conjectures and Refutations. The Growth of Scientific Knowledge. London and Henley. Routledge and Kegan Paul, 1972. Перевод с сокращениями 1, 3 и 10-й главы А.Л. Никифорова, см. .
Более сложно обстоит дело с марксистской теорией. В своём первоначальном виде она была вполне фальсифицируемой, а, следовательно, научной. Она давала предсказания, которые можно было проверить: предсказывала будущие социальные революции, их сроки и государства, в которых они произойдут. Однако все эти предсказания не сбылись.

Марксистская теория истории, несмотря на серьёзные усилия некоторых её основателей и последователей, в конечном итоге приняла эту практику предсказаний. В некоторых своих ранних формулировках (например, в Марксовом анализе характера «грядущей социальной революции») она давала проверяемые предсказания и действительно была фальсифицируема … Однако вместо того, чтобы признать это опровержение, последователи Маркса переинтерпретировали и теорию, и свидетельство с тем, чтобы привести их в соответствие. Таким путём они спасли свою теорию от опровержения, однако это было достигнуто ценой использования средств, сделавших её неопровержимой. Таким образом, они придали своей теории «конвенционалистский характер» и благодаря этой уловке разрушили её широко разрекламированные претензии на научный статус.
— Popper K.R. Conjectures and Refutations. The Growth of Scientific Knowledge. London and Henley. Routledge and Kegan Paul, 1972. Перевод с сокращениями 1, 3 и 10-й главы А.Л. Никифорова, см. .
Критерий фальсифицируемости не требует, чтобы уже в момент выдвижения теории можно было реально поставить эксперимент для проверки теории. Он требует лишь, чтобы возможность постановки такого эксперимента в принципе существовала.

Эйнштейновская теория гравитации, очевидно, удовлетворяет критерию фальсифицируемости. Даже если в период её выдвижения наши измерительные инструменты ещё не позволяли говорить о результатах её проверок с полной уверенностью, возможность опровержения этой теории, несомненно, существовала уже и тогда.
Астрология не подвергается проверке. Астрологи до такой степени заблуждаются относительно того, что ими считается подтверждающими свидетельствами, что не обращают никакого внимания на неблагоприятные для них примеры. Более того, делая свои интерпретации и пророчества достаточно неопределёнными, они способны объяснить все, что могло бы оказаться опровержением их теории, если бы она и вытекающие из неё пророчества были более точными. Чтобы избежать фальсификации, они разрушают проверяемость своих теорий. Это обычный трюк всех прорицателей: предсказывать события так неопределённо, чтобы предсказания всегда сбывались, то есть чтобы они были неопровержимыми.
Две упомянутые ранее психоаналитические теории относятся к другому классу. Они просто являются непроверяемыми и неопровержимыми теориями. … Это не означает, что Фрейд и Адлер вообще не сказали ничего правильного… Но это означает, что те «клинические наблюдения», которые, как наивно полагают психоаналитики, подтверждают их теорию, делают это не в большей степени, чем ежедневные подтверждения, обнаруживаемые астрологами в своей практике. Что же касается описания Фрейдом Я (Эго), Сверх-Я (Супер-Эго) и Оно (Ид), то оно, по сути своей, не более научно, чем истории Гомера об Олимпе. Рассматриваемые теории описывают некоторые факты, но делают это в виде мифа. Они содержат весьма интересные психологические предположения, однако выражают их в непроверяемой форме.
— Popper K.R. Conjectures and Refutations. The Growth of Scientific Knowledge. London and Henley. Routledge and Kegan Paul, 1972. Перевод с сокращениями 1, 3 и 10-й главы А.Л. Никифорова, см. .

## Примеры применения
В современной научной практике критерий Поппера часто применяется не вполне строго, когда речь идёт об установлении ложности научной теории. Некоторые теории, для которых известны противоречащие им факты (то есть формально являющиеся фальсифицированными), продолжают использоваться, если подавляющее большинство фактов их подтверждает и более совершенных вариантов теорий ещё не создано, либо такие варианты неудобны в использовании. Причин такого положения несколько.
- Отдельные эксперименты, дающие противоречащие теории результаты, могут являться свидетельством не ложности теории как таковой, а слишком широко определённой её области применимости. Так, эксперименты с физическими телами, движущимися на релятивистских скоростях, казалось бы, фальсифицируют положения классической механики, но в действительности они просто выходят за область применимости этой теории и должны рассматриваться с позиции более общей теории относительности. А факты самоорганизации материи, изучаемые термодинамикой неравновесных процессов, не фальсифицируют общую термодинамику, поскольку законы последней (которые в этих процессах, казалось бы, нарушаются) сформулированы для других условий. При этом отказываться от классической механики или термодинамики никто не собирается: эти теории имеют простой математический аппарат, а большинство видов научной и инженерной деятельности всё-таки происходит в рамках границ применимости этих теорий. Лишь там, где классические теории не дают необходимой точности, приходится задействовать более общие.
- Практический научный процесс не свободен от ошибок, неверных толкований, предвзятости и даже прямых намеренных фальсификаций. Поэтому оценка новых фактов всегда производится с учётом объёма ранее накопленного противоречащего им материала, степени достоверности источника и вероятности ошибочного толкования результатов. Так, например, если мы видим камень, улетающий вверх, мы скорее усомнимся в увиденном или предположим фокус (мистификацию), чем поставим под сомнение закон всемирного тяготения. Поэтому при появлении фактов, казалось бы, фальсифицирующих хорошо проверенную теорию, в первую очередь, выдвигается предположение об ошибочности эксперимента. Лишь при накоплении достаточно большого массива фальсифицирующих теорию фактов можно говорить о необходимости отказа от теории или кардинальном её пересмотре.

В судебной системе США критерий фальсифицируемости используется при оценке приемлемости экспертных заключений (см. Daubert standard), которые должны быть основаны на научной методологии.

## Критика
Применение методологии Поппера на практике к реальной истории науки, по мнению некоторых философов, показало её ограниченность. Однако Поппер внёс большой вклад в философию науки, намного раздвинув её границы, а критика его идей и их разработка дали начало большинству новых направлений исследований в философии науки. Это было особенно важно в свете крушения идей логического позитивизма и кризиса методологии философии науки.
В. В. Бартли указывал на опасность «порочного круга», возникающего в случае применения принципа фальсифицируемости по отношению к самому принципу фальсифицируемости — если он нефальсифицируем, то не является научным суждением; если же он фальсифицируем, то неясны основания подобной фальсификации.
Критика фальсификационизма содержится в работах таких философов науки, как Т. Кун, И. Лакатос, П. Фейерабенд и других, предложивших свои теории научности, отличающиеся от фальсификационизма. На логические противоречия фальсификационизма указывал Гемпель.
По мнению некоторых специалистов, применение попперовского критерия фальсифицируемости в ряде наук (например, в экономике) может быть деструктивным, поскольку ведёт к признанию их антинаучного характера. К. Поппер отказал истории и социологии в статусе науки. Противовесом фальсификационистской доктрине служит тезис Дюэма — Куайна, который гласит: в силу системного характера научного знания эмпирическая проверка отдельно взятых положений теории может быть невозможна, при сохранении, однако, возможности проверки теории как целостной конструкции.
B. H. Порус в Новой философской энциклопедии указывает, что фальсификационизм как критерий демаркации оказался неэффективным, поскольку его последовательное проведение означает, что научная теория с несомненностью может быть отнесена к сфере науки только после того, как будет опровергнута опытом. Кроме того, требование немедленно отбрасывать теорию, как только она встречается с опровержением некоторой части её выводов, не согласуется с реальной практикой науки — научное сообщество часто вынуждено сохранять даже опровергнутую теорию до создания более успешной. При этом многие современные философы науки полагают, что сама идея демаркации как нахождения точных и навсегда неизменных критериев научности/ненаучности является следствием чрезмерно упрощённого образа науки.